# Свобода (Куркинский район)
Свобода — деревня в Куркинском районе Тульской области России.
В рамках административно-территориального устройства относится к Михайловской волости Куркинского района, в рамках организации местного самоуправления включается в Михайловское сельское поселение.

## География
Расположена на реке Ситка, в 18 км к северо-западу от райцентра, посёлка городского типа  Куркино, и в 92 км к юго-востоку от областного центра, г. Тулы. 
Примыкает на западе к посёлку Михайловский (по реке Ситке), а на севере — к деревне Чудновка.

## История
В 1961 году указом Президиума Верховного Совета РСФСР деревня Запхаевка переименована в Свобода.

## Население
| 2002 | 2010 |
| ---- | ---- |
| 257  | ↘212 |